# 汇文书院钟楼
32°2′52.8″N 118°46′58.1″E / 32.048000°N 118.782806°E
汇文书院钟楼，位于南京市金陵中学主校区内，是南京市19世纪末的最高层建筑，也是基督教在南京建造的现存最早的学校建筑，占地约330平方米。钟楼由美以美会于1889年建成，1917年因失火重建，遗留至今。

## 历史

### 初建

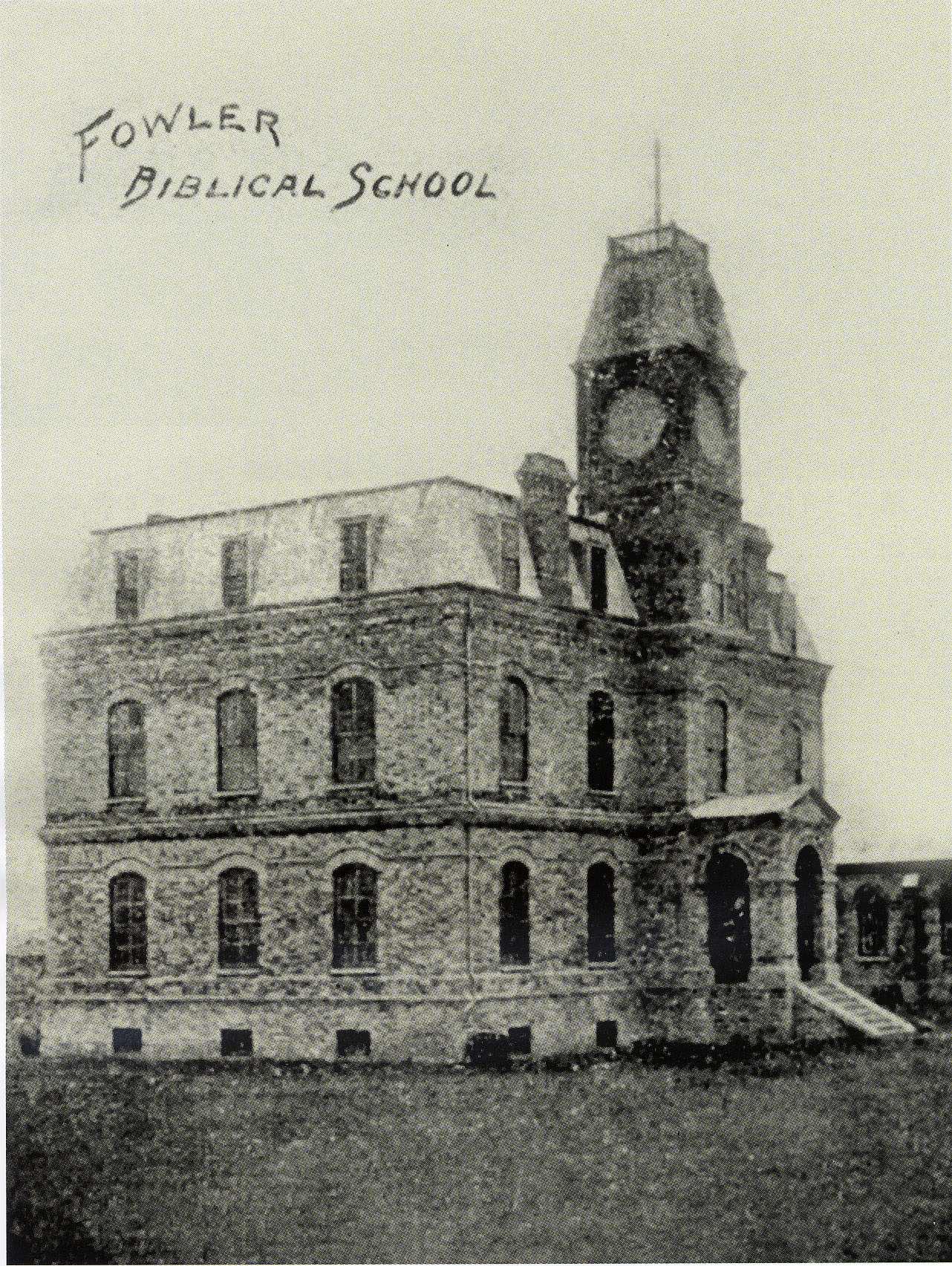
20世纪初的汇文书院钟楼。

汇文书院钟楼于1888年春季美国基督教美以美会的傅罗创办汇文书院时建立。书院的建筑是由美以美会委托美国建筑师设计，由陈明记营造厂营造的。
钟楼是当时南京最早的多层高楼。在当时南京的平房中，是鹤立鸡群的，引起市民的极大兴趣，并被作为南京的地理标志。所以“三层楼”就成了钟楼的代名词。当时行人问路、雇车，问汇文书院，不知，问“三层楼”，皆知。

### 重建

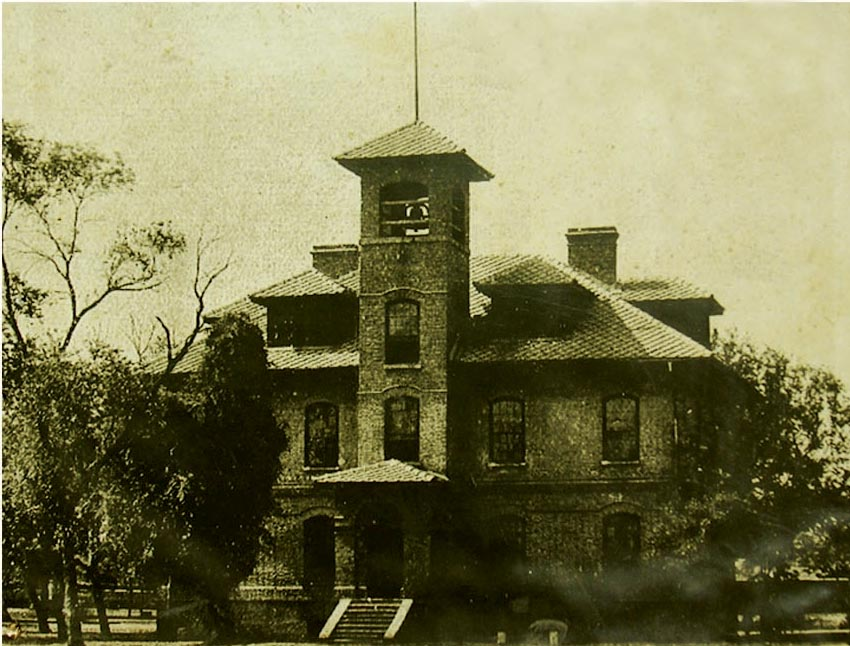
重建后的钟楼。

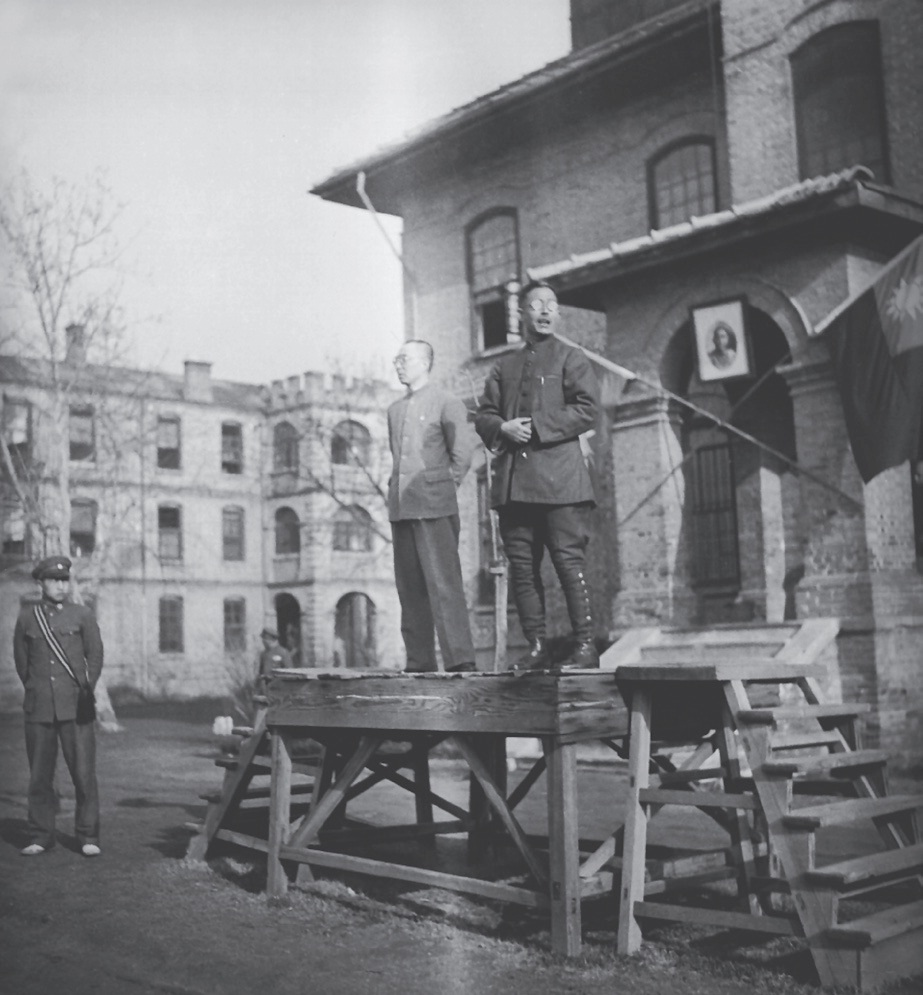
1937年，金陵大学附属中学钟楼前司令台上讲话的张坊校长。

1917年9月屋顶失火，由美国美以美会拨款重建。
1921年，金陵大学迁入鼓楼新校区，汇文书院钟楼交由金陵中学使用至今。
20世纪20年代-30年代，钟楼作为上世纪二、三十年代中国教育电影协会的高级会议室，蔡元培、徐悲鸿、宗白华、魏学仁等人常在三楼的空闲房间中聚会交谈。当时南京几乎所有建筑内都没有取暖设备，在这套房间里装有一套美国制造的用电取暖的暖风系统，他们管这叫做“温暖聚会”。
当时，钟楼的二楼为课堂，三楼有部分为学生宿舍。钟有长柄，柄一端系有长绳，穿过三楼方洞直垂楼下，所以人在任何一层都可以击钟。当时管理击钟的同学就住在宿舍中。
抗日战争时期，南京沦陷后，金陵大学附属中学被划为南京安全区。钟楼的地下室一度成为藏匿和保护妇女免遭日寇蹂躏的处所，藏了很多人。有一天，日寇进校搜查，要把无人认领的难民统统抓走。工友严师傅先认一难民男青年为儿子，另一位王师傅又认一难民姑娘为女儿，使他们幸免于难。被救的两人，后来结为夫妇，1960年还来金中寻找恩人。
钟楼产权在渡江战役前一直为美国美以美会所有，之后被中华人民共和国政府没收，归金陵中学所有。

### 保护
1991年，汇文书院钟楼于被国家建设部、国家文物局评为近代优秀建筑。
2002年10月，被列为江苏省文物保护单位。
2006年，作为金陵大学旧址的子项进入全国重点文物保护单位。
由于建筑年代久远，其结构整体性严重下滑，抗震设防能力已远远低于现行标准，另外，其建筑木构件也出现了老化、腐烂等现象，外立面墙砖出现风化等问题。2011年-2013年，金陵中学进行了“汇文书院钟楼抗震加固及恢复工程”，对钟楼进行了抗震加固。专家们本着“修旧如旧”的设计理念，从选材到施工均尽量参考原建筑材料和施工工艺。钟楼的原木结构材质为“美松”，工程人员在采购时选择老的“美松”木材并进行专门的防腐处理；钟楼的屋面烟囱出现了严重开裂倾斜，必须进行拆除，对于缺少的砌体材料，工程人员在采购过程中寻找到其它项目拆除的同年代的青砖，并按原样重砌。2013年，修复完毕的钟楼作为金陵中学行政楼使用。
2012年，金陵中学校友谢金才精心修复钟楼的古钟，恢复了大钟杠杆锤敲钟方式和摆动轮敲钟方式。2013年，金陵中学125周年校庆时，钟声再次响起。

## 结构
汇文书院钟楼原主体三层，中为五层，重建时改为二层并保留至今。
楼内，楼梯下面是地下室的入口。一楼和二楼的中间是过道和楼梯，两边几乎对称为四个大室；三楼以屋的坡顶内缩为六个小室，过道处设了一个门，便成为一个中室。从中室进去，西南角有一个陡直的木梯，拾级而上掀开顶盖就到了四方钟亭。钟亭的坡顶为四棱锥形，顶角呈120度，也由水泥方瓦铺设,其顶尖距地面高度约为17米。第三层在重建时改为阁楼，放置一个大钟，通高1.3米，宽1.4米，是由美国密歇根州诺斯维尔贝尔铸造公司（American Bell and Foundry Company of Northville, Michigan）1899年前铸造的“博尔登教堂大钟”。
钟楼属于美国殖民期的建筑风格。平面图是“申”字形，采用了四面开窗的方形立面，平面和立面都追求严格的对称关系，甚至主立面的烟囱都是对称的。墙面为青砖，勒脚、檐口等处有精细的装饰线脚，符合16世纪后半叶府邸建筑风格。每层楼的窗户上沿及水平绕墙体一周还有外凸的橘红色装饰线。门窗为半拱形木质结构，楼梯为木质结果，室内铺有木质地板。屋顶为四坡形，由水泥方瓦铺设，东西两间房设有壁炉和烟囱。

## 影响
汇文书院钟楼是金陵中学的标志性建筑。钟楼的图案被金陵中学校徽所使用。
钟楼的钟声已成为学习生活中的一部分，清晰、震撼。金陵中学1968届校友谢金才在《当钟声响起的时候》一文中写道：“1965年，我在当时称为十中的金陵中学参加中考，那是我的一次听到钟楼的钟声，它给我留下了极深的印象。它庄严、神圣。每考完一场，考生们都走向操场，不约而同地都有一个举动：仰望钟楼，渴望着能考入师资雄厚、人才辈出的名校，经常听到这激励的钟声。2008年9月30日，参加金陵中学建校120周年庆，离校40年再次听到这个钟声，它是那样的熟悉，那样的亲切。一股股暖流涌进我的心田，一幕幕往事从脑海中掠过。”